# Kulturni projekt: Raziskovanje kulture in etnologije Goričkega
Projekt: Raziskovanje kulture Goričkega, temelji na idejni zasnovi prenove objekta Vogler v vasi Cankova. Z razvojem kulturne dejavnosti je soglašalo tudi Ministrstvo za kulturo RS, ki je sofinanciralo projektno dokumentacijo in omogočilo dejavnost vse od leta 2007 naprej. V tem obdobju so se zvrstile številne kulturne prireditve. Pri organizaciji je nudila podporo predvsem Občina Cankova. Izpostaviti pa je tudi sodelovanje cerkvene in laične skupnosti. 

V okviru projekta so se predstavili sledeči znanstveniki ter umetniki: Amadej Herzog, Milan Vincetič, Karolina Kolmanič, Nikolaj Beer, Branko Pintarič in Klavdija Celec. 
- Literarni večer s pesnikom Milanom Vincetičem, leta 2008.
- Glasbena točka akademskega glasbenika Amadeja Herzoga.

- Razstava o prvem prekmurskem znanstveniku Avgustu Pavlu.
- Igralska predstava na prostem - Branko Pintarič, leto 2012.
- Razstava likovnih del mlade umetnice Klavdije Celec.

### Splošni opis projekta
Projekt izhaja iz želje po povečanju zanimanja za raziskovanje Goričkega. Zato je od leta 2017 naprej v objektu Vogler omogočeno neprofitno bivanje, uporaba študijske sobe, muzeja in galerije.                 
- Logotip kulturnega projekta iz leta 2017.
- Študijska soba namenjena za raziskovalce kulture in etnologije v objektu Vogler na Cankovi.

1. ↑  Projektna dokumentacija za obnovo objekta kulturne dediščne EŠD 6794.
2. ↑  Javni razpis SVP Kulturnega Ministrstva RS, pri obnovi kulturne nepremične dediščine iz leta 2006.
3. ↑  Vabila Občine Cankova, Utrip Občine Cankova.
4. ↑  Ludvik Vrečič, Prvi prekmurski akademski slikar: vabilo in publikacija ob razstavi v Vili Vogler, 2010.

Prospekt simpozija o Jožefu Borovnjaku v letu 2008.
5. ↑  Razstave slikarjev amaterjev, kot navedene v seznamu kulturnih prireditev.
6. ↑  Seznam kulturnih prireditev v Vili Vogler; obdobje med 2007 in 2014.